# Daption capense
El petrel damero (Daption capense) es una especie de ave procelariforme de la familia de los petreles. Es el único miembro del género Daption. Comprende una sola especie y 2 subespecies de aves marinas.

## Distribución y hábitat
Durante la temporada de reproducción, los petreles dameros se alimentan alrededor de los mares antárticos y durante el invierno se desplazan hacia el norte, llegando hasta las costas de Angola y las islas Galápagos. Anidan en numerosas islas de la Antártida y las islas subantárticas, algunos inclusive alcanzando las islas Auckland, las islas Chatham, isla Campbell. Su territorio de reproducción abarca la península Antártica, Georgia del sur, las islas Balleny, las islas Kerguelen, como también en las islas del mar de Scotia.

## Características
Con su plumaje ajedrezado, el petrel damero solía ser confundido con una paloma por los marineros de los balleneros, alrededor de los cuales formaba bandadas, de ahí su nombre tradicional en inglés: paloma del Cabo (Cape pigeon), en referencia a su localidad tipo, el cabo de Buena Esperanza. Su vuelo consiste en rápidos batidos de alas, alternando con planeos con alas rígidas. Nada y se sumerge o bucea en busca de peces pequeños y zooplancton. Anidan en pequeños grupos o colonias en la orilla y en islas.

## Subespecies
- Daption capense australe (Mathews, 1913)
- Daption capense capense (Linnaeus, 1758)

## Galería

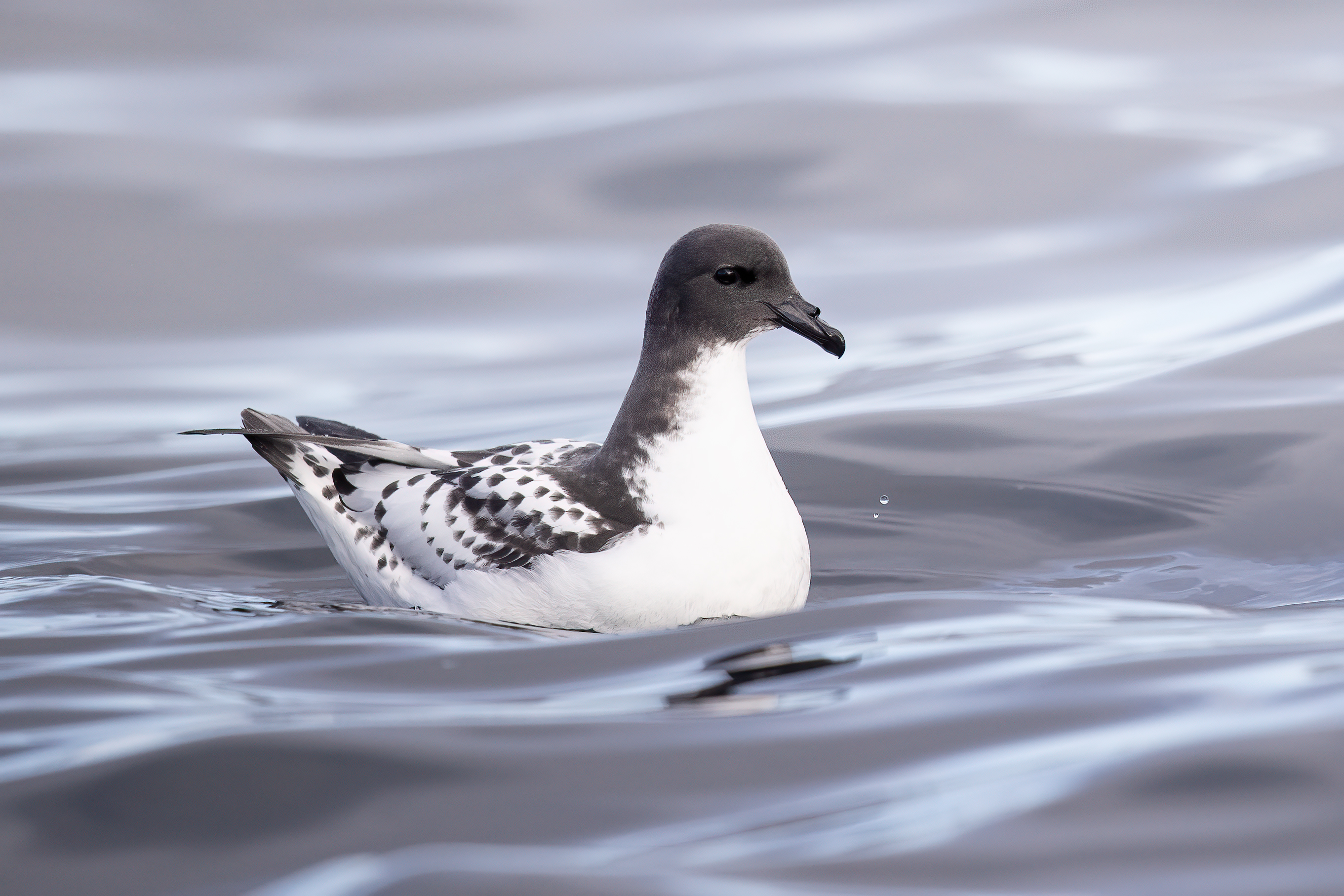
Vista cercana de un petrel damero en aguas de Tasmania
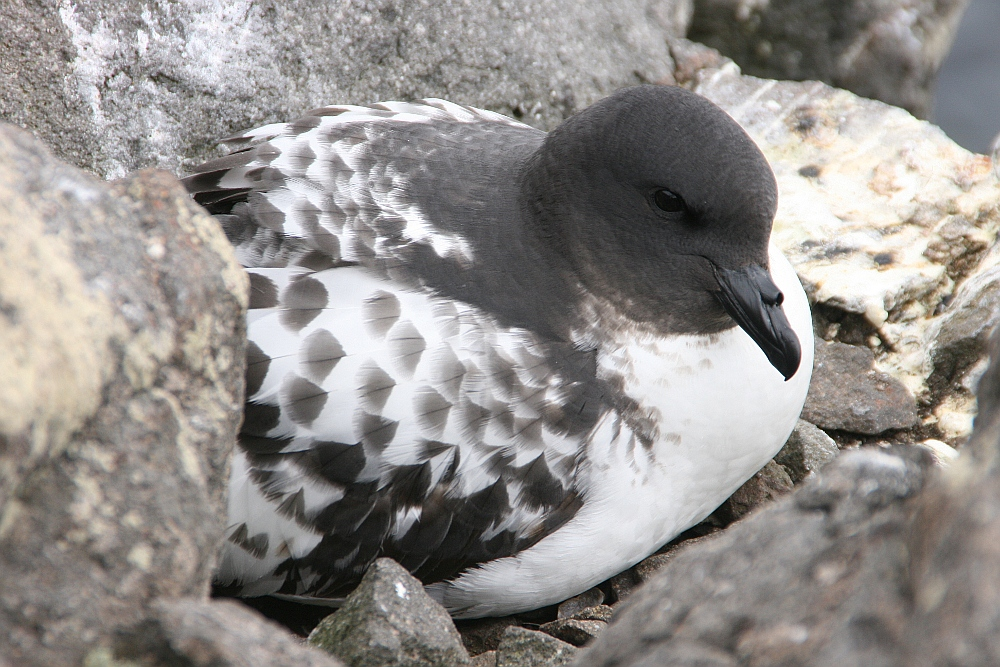
Petrel damero anidando en la isla Rey Jorge
Ilustración por Seligmann, 1755
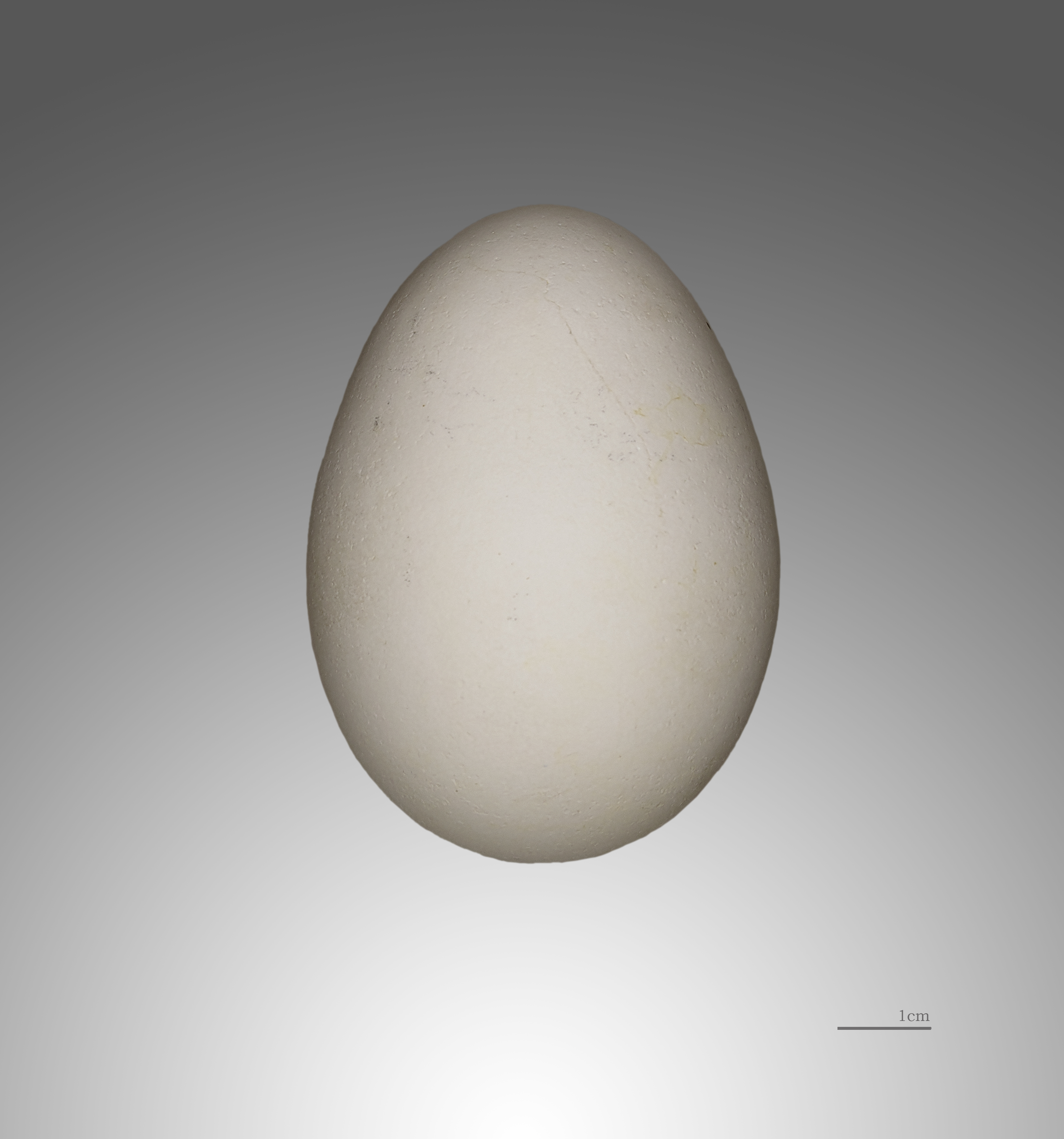
Huevo de  Daption capense - MHNT